# His 'n' Hers
His 'n' Hers är ett musikalbum av Pulp som släpptes i april 1994 på skivbolaget Island Records. Skivan blev gruppens stora genombrott i hemlandet Storbritannien och banade vägen för det internationella genombrottet med skivan Different Class. Singeln "Do You Remember the First Time?" blev gruppens första singelhit i Storbritannien. Även låten "Babies" som släppts redan 1992 nådde ny popularitet då den släpptes på EP:n The Sisters EP, vilken nådde #19 på engelska singellistan.

## Låtlista
1. "Joyriders" - 3:25
2. "Lipgloss" - 3:34
3. "Acrylic Afternoons" - 4:09
4. "Have You Seen Her Lately?" - 4:11
5. "Babies" - 4:04 (finns ej med på vinylutgåvan av albumet)
6. "She's a Lady" - 5:49
7. "Happy Endings" - 4:57
8. "Do You Remember the First Time?" - 4:22
9. "Pink Glove" - 4:48
10. "Someone Like the Moon" - 4:18
11. "David's Last Summer" - 7:01
12. "Razzmatazz" - 3:41 (endast på nordamerikanska utgåvor av albumet)

## Listplaceringar
- UK Albums Chart, Storbritannien: #9[1]